# Route 132 (Nouveau-Brunswick)
Pour les articles homonymes, voir Route 132.
La route 132 est une route secondaire du Nouveau-Brunswick située dans le sud-est de la province, à l'est de Moncton. Elle est longue de 27 km (17 mi).

## Description du tacé

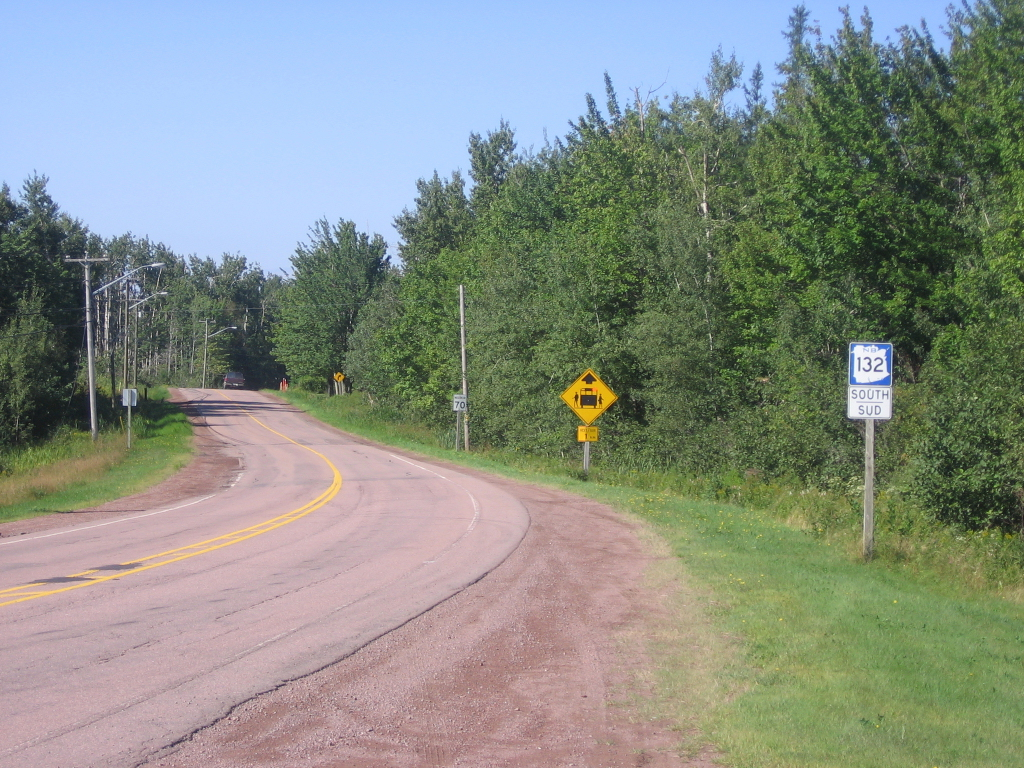
La route 132 sud près de Dieppe.

La route 132 débute à l'est du centre-ville de Moncton, dans le centre de Dieppe. Elle traverser Dieppe en étant la rue Champlain pour ensuite longer l'aéroport de Moncton par le sud et traverser le village de Painsec. Elle croise ensuite la route 2, puis à Meadow Brook, elle bifurque vers le nord, pour le reste de sn parcours. Elle traverse Scoudouc, puis, 8 km (5 mi) au nord, elle croise les routes 11 et 15 à Shédiac, où elle prend fin au carrefour giratoire près de la route 133.

## Intersections majeures
| Comté                 | Ville        | km    | Destinations                                                      | Notes                                     |
| --------------------- | ------------ | ----- | ----------------------------------------------------------------- | ----------------------------------------- |
| Westmorland           | Dieppe       | 0,00  | NB-106 (Rue Champlain / Avenue Acadie)                            | La NB-132 ouest devient la NB-106 ouest   |
| Westmorland           | Meadow Brook | 11,50 | NB-2 – Saint-Jean, Fredericton, Sackville, Nouvelle-Écosse        | Sortie 474 de la NB-2                     |
| Westmorland           | Shédiac      | 25,80 | NB-15 vers NB-11 sud – Moncton, Port Elgin, Île-du-Prince-Édouard | Sortie 31 de la NB-15                     |
| Westmorland           | Shédiac      | 26,60 | Rue Main vers NB-11 / NB-133 – Miramichi, Moncton, Shédiac        | Carrefour giratoire; sortie 1 de la NB-11 |
| - Transition de route |              |       |                                                                   |                                           |